# Internationaler Gerichtshof
Der Internationale Gerichtshof (IGH; französisch Cour internationale de Justice, CIJ; englisch International Court of Justice, ICJ) ist das Hauptrechtsprechungsorgan der Vereinten Nationen und hat seinen Sitz im Friedenspalast im niederländischen Den Haag. Seine Funktionsweise und Zuständigkeit sind in der Charta der Vereinten Nationen geregelt.

## Zuständigkeit und Verfahren

Karte der Staaten, die eine Unterwerfungserklärung an den IGH abgegeben haben

Die Funktionsweise und Zuständigkeit des Internationalen Gerichtshofs sind in der Charta der Vereinten Nationen geregelt, deren Bestandteil das Statut des Gerichtshofs ist.
Parteien vor dem Internationalen Gerichtshof können nur Staaten sein, jedoch keine internationalen Organisationen und andere Völkerrechtssubjekte. Zugang zum Gericht haben nur Vertragsstaaten des IGH-Statuts. Dies sind zum einen gemäß Artikel 93 Absatz 1 der Charta der Vereinten Nationen alle UN-Mitglieder und zum anderen solche Staaten, die kein Mitglied der UN sind, aber das Statut ratifiziert haben. Die Entscheidungen sind bindend inter partes, d. h. für die beteiligten Parteien. Das Gericht ist nur dann für die Entscheidung eines Falles zuständig, wenn alle beteiligten Parteien die Zuständigkeit anerkannt haben. Eine solche Anerkennung kann durch Erklärung für das jeweilige Verfahren, durch Verweis in einem völkerrechtlichen Vertrag oder in abstrakter Form durch eine Unterwerfungserklärung erfolgen. Solche Erklärungen unterliegen allerdings häufig weitgehenden Vorbehalten, wie beispielsweise der im sogenannten Connally-Vorbehalt formulierten Einschränkung der von 1946 bis 1986 geltenden Unterwerfungserklärung der Vereinigten Staaten, dass die Anerkennung der Gerichtsbarkeit des IGH durch die USA nicht gelten sollte für Angelegenheiten, die nach Auffassung der USA der Zuständigkeit ihrer nationalen Gerichte unterliegen würden. Außerdem wurde in den USA durch den American Service-Members’ Protection Act die Straffreiheit für US-Vertreter festgelegt.
Unterorganisationen der Vereinten Nationen können mit jeweiliger Ermächtigung durch die Generalversammlung beim IGH Rechtsgutachten zu relevanten Themen anfordern. Die Generalversammlung oder der Sicherheitsrat der UNO können über jede Rechtsfrage ein Gutachten anfordern. Zwar kam es bis 2003 nur zu 76 Urteilen und 24 Rechtsgutachten, doch war der IGH wesentlich an der Fortentwicklung des Völkerrechts beteiligt.
Deutschland hat 2008 wie bisher 74 andere Staaten eine Unterwerfungserklärung abgegeben und kann seitdem in allen völkerrechtlichen Streitfragen einen anderen Staat, der ebenfalls eine solche Erklärung abgegeben hat, verklagen oder selbst von diesem verklagt werden. Vorher war das nur möglich, wenn eine vertragliche Vereinbarung zwischen beiden Parteien bestand, in der der Internationale Gerichtshof ausdrücklich benannt wurde, oder wenn zumindest Einigkeit bestand, den Streit vor ihm auszutragen. Von der Unterwerfungserklärung hat Deutschland Streitkräfteeinsätze im Ausland und die Nutzung deutscher Hoheitsgebiete für militärische Zwecke ausgenommen.
Luxemburg hatte bereits 1930 die Gerichtsbarkeit des StIGH als obligatorisch anerkannt. Hinsichtlich des IGH folgten die Schweiz 1948, Liechtenstein 1950, Österreich 1971.
Der Gerichtshof wendet nach Art. 38 seines Statuts bei seinen Entscheidungen an:
- die internationalen Abkommen allgemeiner oder besonderer Natur, in denen von den im Streit befindlichen Staaten ausdrücklich anerkannte Normen aufgestellt sind;
- das internationale Gewohnheitsrecht als Ausdruck einer allgemeinen, als Recht anerkannten Übung;
- die von den zivilisierten Staaten anerkannten allgemeinen Rechtsgrundsätze.

Die gerichtlichen Entscheidungen internationaler Gerichte und „die Lehren der anerkanntesten Autoren der verschiedenen Völker“ dienen als Auslegungshilfe zur Feststellung der Rechtsnormen. Dazu zählen etwa die Ausarbeitungen der Völkerrechtskommission oder des Institut de Droit international.
Mit Zustimmung der Parteien kann der Gerichtshof den Streitfall auch ex aequo et bono entscheiden.

## Geschichte
1930 richteten namhafte amerikanische Gelehrte, Juristen und Studenten einen Aufruf an den Völkerbundsrat, in dem sie einen Weltgerichtshof mit dem vielseitigen Juristen John H. Wigmore als Richter vorschlugen. Der Internationale Gerichtshof ging aus dem als Vorläufer von 1922 bis 1946 bestehenden Ständigen Internationalen Gerichtshof (StIGH) hervor. Der Internationale Gerichtshof wurde 1945 gegründet und nahm am 18. April 1946 seine Arbeit auf. Er arbeitet unter der Charta der Vereinten Nationen als „Hauptrechtsprechungsorgan der Vereinten Nationen“ (Art. 92). Am 15. Oktober 1946 ermöglichte der Sicherheitsrat mit der Resolution 9 auch Nichtmitgliedsstaaten des Statuts eine Anrufung des Gerichtshofs.
Der 1949 abgeschlossene Korfu-Kanal-Fall, eine Klage Großbritanniens gegen Albanien, war der erste Fall, in dem der Gerichtshof ein Urteil fällte.
Neuere Untersuchungen zeigen, dass die meisten Urteile des Gerichtshofs befolgt werden, auch wenn der Gerichtshof für die Durchsetzung seiner Entscheidungen auf den Sicherheitsrat der Vereinten Nationen angewiesen ist (Art. 94 Abs. 2 der Charta der Vereinten Nationen).
Mehrere Staaten haben aber in der Vergangenheit Entscheidungen des Internationalen Gerichtshofs nicht anerkannt oder befolgt, so u. a.:
- 1971: Die Republik Südafrika verstößt gegen den Beschluss zur Aufgabe der Besetzung Namibias.
- 1973: Frankreich verstößt gegen eine einstweilige Verfügung der Richter im Zusammenhang mit den damaligen oberirdischen Atomwaffentests auf dem Mururoa-Atoll im Pazifik.
- Marokko ließ kein Referendum über die staatliche Zugehörigkeit der ehemaligen spanischen Kolonie West-Sahara ausrichten, das jedoch im Gutachten des Internationalen Gerichtshofs von 1975 empfohlen wurde.
- 1984: Die USA erklären das Gericht im Fall „Militärische und paramilitärische Aktivitäten in und gegen Nicaragua“ für nicht zuständig, da eigene Sicherheitsbelange einer Anerkennung des Urteils entgegenstünden.
- 2006 hat der Oberste Gerichtshof der Vereinigten Staaten in der Entscheidung Sanchez-Llamas v. Oregon in ausdrücklicher Abweichung von der Rechtsprechung des IGH im Avena-Fall (Mexiko gegen Vereinigte Staaten) die Anwendung von Präklusionsvorschriften des amerikanischen Rechts bestätigt, die eine Geltendmachung der Verletzung der Pflicht zur Information über konsularischen Schutz gegenüber Ausländern in zweiter Instanz oder in Verfahren vor Bundesgerichten praktisch unmöglich machen.

## Bisherige Verfahren
Verfahren vor dem IGH sind recht selten, in den rund 80 Jahren bis zum 29. April 2024 wurden nur 195 Verfahren und Rechtsgutachten in die General Case List eingetragen.

### Unter Beteiligung deutschsprachiger Staaten
Deutschland rief den IGH bisher fünfmal an. Im ersten Verfahren (1967–69 unter Beteiligung Dänemarks und der Niederlande) ging es um Schürfrechte im Festlandsockel unter der Nordsee. Im zweiten Fall (1972–74; Gegner war hier Island) wurde über das Fischereiwesen geurteilt. Das dritte Verfahren war der „Fall LaGrand“ gegen die Vereinigten Staaten (1999–2001). Im vierten Verfahren reichte Deutschland 2008 Klage gegen Italien ein, weil Deutschland von italienischen Gerichten zu Entschädigungsleistungen wegen NS-Verbrechen verurteilt worden war. Griechenland war dem Verfahren 2011 beigetreten, da auch griechische Gerichte Deutschland wegen NS-Verbrechen zu Entschädigungen verurteilt hatten, die Vollstreckung dieser Urteile aber nicht in Griechenland, sondern nur in Italien zulässig war. Der Gerichtshof erkannte 2012 eine Verletzung der Immunität Deutschlands durch Italien – auch wegen der Vollstreckung der griechischen Forderungen. Italien wurde darüber hinaus vom IGH dazu verurteilt, die Gerichtsentscheidungen, die gegen Deutschland ergangen waren, außer Kraft zu setzen. Das fünfte von Deutschland initiierte Verfahren (2022) hat wieder italienische Gerichtsentscheidungen bezüglich von Deutschland zu leistender Entschädigungszahlungen zum Gegenstand. Deutschland sieht seine Staatenimmunität verletzt, da italienische Gerichte auch nach dem IGH-Urteil von 2012 weiterhin Ansprüche gegen die Bundesrepublik anerkannten und Zwangsvollstreckung in deutsches Eigentum in Italien, insbesondere in Grundstücke deutscher Institutionen wie des Goethe-Instituts, drohe. Ein zusammen mit der Klageschrift von Deutschland eingereichter Antrag auf Eilmaßnahmen wurde aufgrund einer seitens Italiens vorgenommenen Gesetzesänderung zwischenzeitlich zurückgenommen, während das Hauptverfahren derzeit noch weiterläuft.
Als beklagte Partei war Deutschland bisher zweimal an Verfahren beteiligt. 1999–2004 ging es um den Kosovo-Konflikt. Gegenstand der 2001 vom Fürstentum Liechtenstein eingereichten Klage war der Umgang mit liechtensteinischem Vermögen auf dem Territorium der früheren Tschechoslowakei, das im Zusammenhang mit dem Zweiten Weltkrieg als deutsches Auslandsvermögen behandelt und zur Begleichung deutscher Kriegsschulden genutzt worden sei. Das Verfahren endete 2005 mit der Entscheidung, dass die Ansprüche Liechtensteins nicht gegen Deutschland zu richten seien. Der während des Verfahrens am Gerichtshof amtierende deutsche Richter Bruno Simma nahm wegen persönlicher Befangenheit nicht an der Entscheidung teil, da er zuvor als Rechtsberater der deutschen Regierung in diesem Fall tätig war. Anstelle von Simma war Carl-August Fleischhauer, der bis 2003 am Gericht gewirkt hatte, in diesem Verfahren Ad-hoc-Mitglied des Gerichts.
Daneben beteiligte sich Deutschland als (Dritt-)Intervenient nach Art. 63 des Statuts am Verfahren der Ukraine gegen Russland im Zusammenhang mit dem russischen Überfall 2022 und kündigte im Juli 2022 an, ebenso als Intervenient am Verfahren Gambia gegen Myanmar (Völkermord-Fall Rohingya) teilzunehmen.
Liechtenstein war bisher an zwei und die Schweiz an drei Verfahren beteiligt. Österreich und Luxemburg sind vor dem IGH noch nicht in Erscheinung getreten.

### International bedeutsame Fälle
- Beschwerde der USA 1980 wegen der Inhaftierung amerikanischer Diplomaten im Iran[31]
- Streit zwischen Tunesien und Libyen über die Abgrenzung des Festlandsockels zwischen ihnen[32]
- Beschwerde von Nicaragua über die Einmischung der USA in den Contra-Krieg, siehe: Nicaragua v. United States of America
- Beschwerde von Pakistan im Namen der Bevölkerung von Kaschmir[33]
- Streit über den Verlauf der Seegrenze zwischen den USA und Kanada im Golf von Maine[34]
- Beschwerde der Bundesrepublik Jugoslawien gegen die Mitgliedsstaaten der NATO wegen deren Handeln im Kosovo-Krieg (abgelehnt am 15. Dezember 2004 wegen Unzuständigkeit, weil keine Zustimmung der USA über die Zuständigkeit des IGH vorlag)[35]
- Beschwerde der Republik Nordmazedonien, dass Griechenland durch sein Veto gegen Mazedoniens Beitritt zu NATO und EU das Interimsabkommen vom 13. September 1995 zwischen den beiden Ländern[36] verletzt habe[37]
- Rechtsgutachten zur Gültigkeit der Unabhängigkeitserklärung Kosovos 2010
- Klage von Bolivien gegen Chile auf Verhandlungen über einen Zugang Boliviens zum Pazifik (abgewiesen am 1. Oktober 2018)[38]
- Klage von Gambia gegen Myanmar zur Verhütung und Bestrafung des Verbrechens des Völkermordes (Völkermord-Fall Rohingya)
- Klage der Ukraine gegen Russland wegen Völkermords, Ergebnis ist Erlass einer einstweiligen Anordnung nach Art. 41 des IGH-Statuts wegen des russischen Überfalls auf die Ukraine 2022: Russland muss die militärische Gewalt in der Ukraine sofort einstellen.[39][40] Dass Russen in der Ostukraine vor einem Völkermord geschützt werden müssten, hatte Russland zur Rechtfertigung seiner Invasion zwar behauptet, konnte dem Gericht dafür aber keine Beweise vorlegen.[41][42]
- Klage Südafrikas gegen Israel wegen Völkermord an den Palästinensern im Gaza-Streifen 2023 im Zusammenhang mit der Völkermordkonvention. Darüber hinaus ersuchte Südafrika den Internationalen Gerichtshof um einstweilige Maßnahmen, die Israel anweisen sollen, seine Militäraktion im Gazastreifen einzustellen.[43] Der Gerichtshof gab dem Gesuch Südafrikas teilweise statt.[44]
- Gutachten zu den rechtlichen Folgen von Israels Besatzungspolitik 2024
- Gutachten zu den Pflichten von Staaten im Hinblick auf den Klimawandel 2025[45]

## Mitglieder
Die 15 Richter des Gerichts, die alle unterschiedlicher Nationalität sein müssen, werden gemeinsam von der UN-Generalversammlung und dem UN-Sicherheitsrat für eine Amtszeit von neun Jahren gewählt, wobei eine spätere Wiederwahl möglich ist. Die Amtszeit der Richter endet am 5. Februar des angegebenen Jahres. Bei der Wahl achten die Staaten auf eine vorher in Form von Verständigungen festgelegte geografische Repräsentation der fünf Weltregionen. Das bedeutet, dass nach einer bestimmten Rotation freie Richterstellen durch Kandidaten aus einer Region besetzt werden. Alle drei Jahre wird ein Drittel der Richter neu gewählt. Bei ihrer Rechtsprechung vertreten die Richter nicht ihr Land, sondern müssen völlig unabhängig urteilen. Maßstab ist das Völkerrecht.
Wenn bei einem Rechtsstreit kein Staatsangehöriger eines beteiligten Staates Mitglied des Gerichts ist, kann auf Antrag ein von diesem Staat vorgeschlagener Richter ad hoc am Verfahren teilnehmen. Dann erhöht sich die Anzahl der Mitglieder auf bis zu 17.
Nach dem Rücktritt des Präsidenten Nawaf Salam am 14. Januar 2025 gehören dem Internationalen Gerichtshof derzeit folgende Richter an:
- Abdulqawi Ahmed Yusuf, Somalia (bis 2027)
- Xue Hanqin, Volksrepublik China (bis 2030)
- Yuji Iwasawa, Japan (bis 2030)
- Peter Tomka, Slowakei (bis 2030)
- Ronny Abraham, Frankreich (bis 2027)
- Dire Tladi, Südafrika (bis 2033)
- Sarah Cleveland, Vereinigte Staaten (bis 2033)
- Georg Nolte, Deutschland (bis 2030)
- Julia Sebutinde, Uganda (bis 2030)
- Dalveer Bhandari, Indien (bis 2027)
- Juan Manuel Gómez Robledo Verduzco, Mexiko (bis 2033)
- Bogdan Aurescu, Rumänien (bis 2033)
- Hilary Charlesworth, Australien (bis 2033)
- Leonardo Nemer Caldeira Brant, Brasilien (bis 2027)

Die Leitung der Geschäftsstelle und der Verwaltung des Internationalen Gerichtshofes und damit die administrativen Zuständigkeiten obliegen dem Kanzler (englisch Registrar). Dieses Amt hat seit August 2019 der belgische Jurist Philippe Gautier inne.

## Präsidenten
| Nr. | Name                                      | Heimatstaat            | Amtsantritt | Ende der Amtszeit |
| --- | ----------------------------------------- | ---------------------- | ----------- | ----------------- |
| 1   | José Gustavo Guerrero (1876–1958)         | El Salvador            | 1946        | 1949              |
| 2   | Jules Basdevant (1877–1968)               | Frankreich             | 1949        | 1952              |
| 3   | Arnold Duncan McNair (1885–1975)          | Vereinigtes Königreich | 1952        | 1955              |
| 4   | Green H. Hackworth (1883–1973)            | Vereinigte Staaten     | 1955        | 1958              |
| 5   | Helge Klæstad (1885–1965)                 | Norwegen               | 1958        | 1961              |
| 6   | Bohdan Winiarski (1884–1969)              | Polen                  | 1961        | 1964              |
| 7   | Sir Percy Claude Spender (1897–1985)      | Australien             | 1964        | 1967              |
| 8   | José Luis Bustamante y Rivero (1894–1989) | Peru                   | 1967        | 1970              |
| 9   | Sir Muhammad Zafrullah Khan (1893–1985)   | Pakistan               | 1970        | 1973              |
| 10  | Manfred Lachs (1914–1993)                 | Polen                  | 1973        | 1976              |
| 11  | Eduardo Jiménez de Aréchaga (1918–1994)   | Uruguay                | 1976        | 1979              |
| 12  | Sir Humphrey Waldock (1904–1981)          | Vereinigtes Königreich | 1979        | 1981              |
| 13  | Taslim Olawale Elias (1914–1991)          | Nigeria                | 1981        | 1985              |
| 14  | Nagendra Singh (1914–1988)                | Indien                 | 1985        | 1988              |
| 15  | José María Ruda (1924–1994)               | Argentinien            | 1988        | 1991              |
| 16  | Robert Yewdall Jennings (1913–2004)       | Vereinigtes Königreich | 1991        | 1994              |
| 17  | Mohammed Bedjaoui (* 1929)                | Algerien               | 1994        | 1997              |
| 18  | Stephen M. Schwebel (* 1929)              | Vereinigte Staaten     | 1997        | 2000              |
| 19  | Gilbert Guillaume (* 1930)                | Frankreich             | 2000        | 2003              |
| 20  | Shi Jiuyong (1926–2022)                   | Volksrepublik China    | 2003        | 2006              |
| 21  | Rosalyn Higgins (* 1937)                  | Vereinigtes Königreich | 2006        | 2009              |
| 22  | Hisashi Owada (* 1932)                    | Japan                  | 2009        | 2012              |
| 23  | Peter Tomka (* 1956)                      | Slowakei               | 2012        | 2015              |
| 24  | Ronny Abraham (* 1951)                    | Frankreich             | 2015        | 2018              |
| 25  | Abdulqawi Ahmed Yusuf (* 1948)            | Somalia                | 2018        | 2021              |
| 26  | Joan E. Donoghue (* 1956)                 | Vereinigte Staaten     | 2021        | 2024              |
| 27  | Nawaf Salam (* 1953)                      | Libanon                | 2024        | 2025              |
| 28  | Iwasawa Yuji (* 1954)                     | Japan                  | 2024        | amtierend         |